# كاربيدوبا/أوكسيتريبتان
كاربيدوبا/أوكسيتريبتان أو كاربيدوبا/5-هيدروكسي التريبتوفان والمعروف أيضًا ب (EVX-101) هو مركب من 5-هيدروكسي التريبتوفان، طليعة السيروتونين وكاربيدوبا، وهو دواء انتقائي محيطي لمثبطات نازعة كربوكسيل دوبا. وهو قيد التطوير لاستخدامه المحتمل في علاج الاضطرابات المرتبطة بالاكتئاب. اعتباراً من يونيو 2020، دخل العقار المرحلة الأولى من التجارب السريرية.